# ميا هانسن لاف
ميا هانسن لاف (بالفرنسية: Mia Hansen-Løve)‏ هي كاتبة سيناريو وناقدة سينمائية ومخرجة وممثلة فرنسية، ولدت في 5 فبراير 1981 بباريس في فرنسا. من الجوائز التي نالتها Lumière Award for Best Screenplay ‏ سنة 2010 وجائزة الدب الفضي لأفضل مخرج ‏ سنة 2016 وجائزة لويس ديلوك ‏ سنة 2007.

## جوائز
- Lumière Award for Best Screenplay [الإنجليزية]‏ (2010)
- جائزة الدب الفضي لأفضل مخرج [الإنجليزية]‏ (2016)
- جائزة لويس ديلوك [الإنجليزية]‏ (2007)

## وصلات خارجية
- ميا هانسن لاف على موقع IMDb (الإنجليزية)
- ميا هانسن لاف على موقع ميتاكريتيك (الإنجليزية)
- ميا هانسن لاف على موقع روتن توميتوز (الإنجليزية)
- ميا هانسن لاف على موقع مونزينجر (الألمانية)
- ميا هانسن لاف على موقع ألو سيني (الفرنسية)
- ميا هانسن لاف على موقع أول موفي (الإنجليزية)
- ميا هانسن لاف على موقع قاعدة بيانات الأفلام السويدية (السويدية)
- ميا هانسن لاف على موقع قاعدة بيانات الفيلم (الإنجليزية)
- ميا هانسن لاف على موقع كينوبويسك (الروسية)